# Зорин, Алексей Михайлович
Алексей Михайлович Зорин (1899, Белая Церковь — 8 марта 1937, Киев) — советский железнодорожник, начальник Южной (1934) и Юго-Западной железной дороги (1934—1936). Кандидат в члены ЦК КП (б) У в январе 1934 — марте 1937.

## Биография
Алексей Зорин родился в Белой Церкви. К 1917 году был учеником Белоцерковской гимназии, после чего в течение двух лет учился в Коммерческом институте города Киева. С декабря 1918 по февраль 1919 года входил в партию «Бунд», с февраля 1919 года — член КП(б)У (партбилет № 1654023). Проходил службу в Красной Армии. Исполнял обязанности заведующего уездного статбюро и заведующего культурного отдела 28-го Дубовецкого полка. С августа по декабрь 1919 года был организатором повстанческих отрядов в областном подпольном ревкоме Киева. В конце года был назначен секретарем уездпарткома КП(б)У в Белой Церкви. После пяти месяцев работе в должности, вернулся к активной революционной деятельности, занявшись организацией повстанческих отрядов на территории Киевской области. С июля по октябрь 1920 года — секретарь политотдела 1-й Конной армии на Польском фронте, с октября того же года — заместитель заведующего управлением Киевского губревкома.
С апреля 1921 года по апрель 1922 года занимал должность заведующего Звенигородского уездного отдела, впоследствии был повышен до председателя Звенигородского уездисполкома Киевской области. С июля 1922 года по апрель 1925 работал в должности губпрокурора Киевской губернской прокуратуры, а с апреля по ноябрь 1925 года — в должности губернского прокурора города Киева. После этого был назначен на должность окружного прокурора окрпрокуратуры Киева, на которой работал до апреля 1929 года. С апреля 1929 по ноябрь 1930 — член коллегии Наркомюста УССР в Харькове .
В ноябре 1930 года занял должность начальника планового отдела Южной железной дороги. В феврале 1932 года было повышен до заместителя начальника. С февраля по ноябрь 1934 года исполнял функции начальника Южной железной дороги, после чего был переведен на такую же должность на Юго-Западную железную дорогу, которую и возглавлял до октября 1936 года.
Член XIII созыва ЦИК УССР.
По постановлению УГБ НКВД УССР от 15 октября 1936 года был арестован с санкции Военного прокурора Киевского военного округа Е. Л. Перфильева. Приговором Военной коллегии Верховного суда СССР от 8 марта 1937 года осужден к расстрелу по статьям 54-8 и 54-11 УК УССР. Приговор приведен в исполнение в тот же день.
25 июня 1957 уголовное дело о деятельности Алексея Зорина было закрыто из-за отсутствия состава преступления. 7 декабря 1989 года был окончательно реабилитирован.

## Награды
- Орден Ленина (4 апреля 1936) — за перевыполнение государственного плана железнодорожных перевозок 1935 года и 1 квартала 1936 года, за успехи в деле лучшего использования технических средств железнодорожного транспорта и его предприятий.